# Château de Pez
 (août 2022).
Le Château de Pez est un domaine viticole situé à Saint-Estèphe en Gironde. Il est l'un des plus anciens vignobles de saint-estèphe. 

## Histoire
La création du domaine remonte au XVe siècle, en 1452. Depuis 1995, le domaine est la propriété de la maison de Champagne Louis Roederer.
Nicolas Glumineau est winemaker et directeur général du Château de Pez et du Château Pichon Longueville Comtesse de Lalande depuis 2012.

Le Château de Pez au XXe siècle
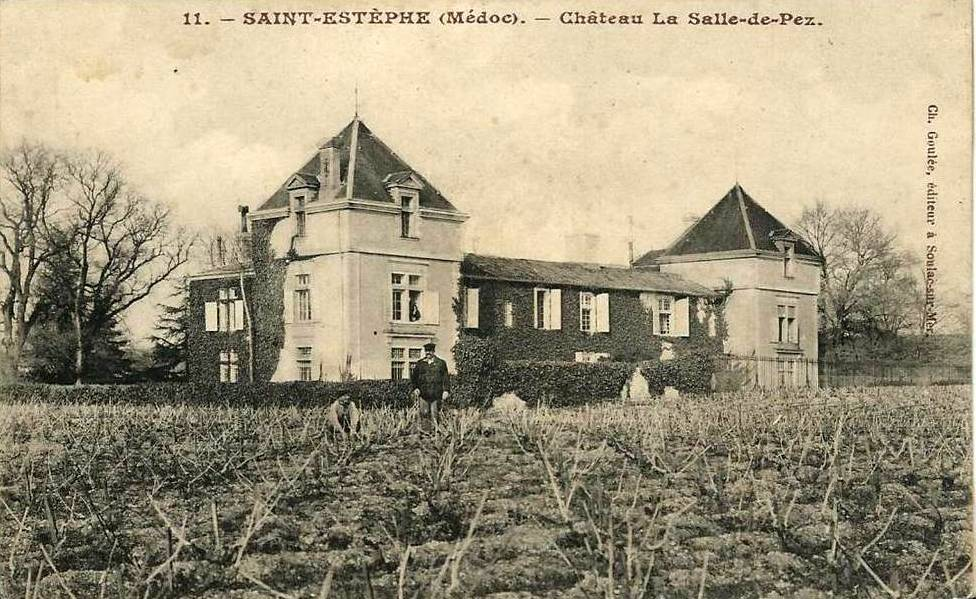
Dans les années 1900-1920.
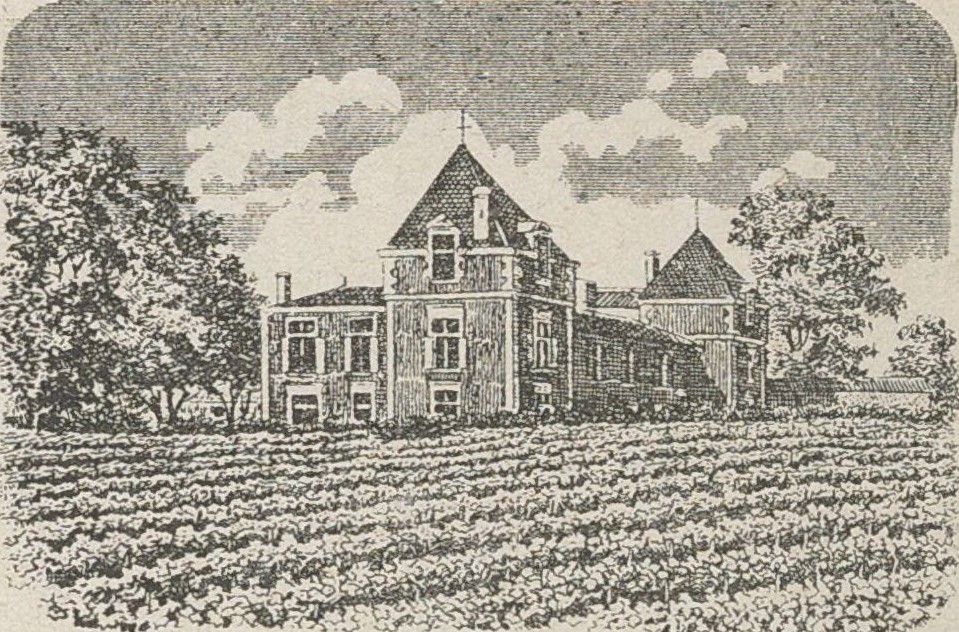
En 1949.

## Terroir
Le Château de Pez est situé sur un point haut à l'ouest de l'appellation saint-estèphe, l'une des quatre appellations communales du Médoc. Son terroir se caractérise principalement par des sols composés de croupes de graves sur sous-sols argilo-calcaires, offrant un excellent drainage des eaux de pluie et favorisant ainsi une parfaite alimentation hydrique de la vigne. Ces sols lourds ont également la particularité d'avoir une forte inertie thermique régulant le cycle végétatif de la vigne.
Le Château de Pez est idéalement situé à proximité de l'estuaire de la Gironde et profite d'un microclimat à fortes influences océaniques ; avec des mouvements d'air réguliers et des excès de température modérés, toutes les conditions sont réunies pour mener les raisins à parfaite maturité.

## Vignoble
La superficie du vignoble de Château de Pez est de 42 hectares.
En 1995, la maison de champagne Louis Roederer rachète le Château de Pez et entame en 2005 une restructuration totale de ce vignoble. Chacune des 70 parcelles est identifiée et analysée. Un vaste programme de replantation est ainsi lancé afin de créer une meilleure harmonie entre les cépages, les porte-greffes et le terroir. Parallèlement l'encépagement du vignoble est revu à la faveur de plus de cabernet sauvignon. En 2022, la restructuration arrive à son terme et le vignoble est composé de 51 % de cabernet sauvignon, 43 % de merlot, 4 % de cabernet franc, et 2 % de petit verdot.

## Vinification
Le Château de Pez a maintenu au fil du temps un cuvier traditionnel équipé exclusivement de cuves bois thermorégulées. En 2018, afin d'apporter plus de précision dans l'élaboration des vins, est lancée la construction d'un nouveau cuvier.
Si les cuves bois sont conservées pour préserver l'identité des vins, une série de nouvelles cuves inox tronconiques thermorégulées intègrent un nouvel ensemble doté désormais d'une technologie mêlant tradition et modernité.
Ce nouvel outil permet de mettre en place une approche parcellaire en vinifiant séparément les meilleures parcelles du vignoble.

## Vins

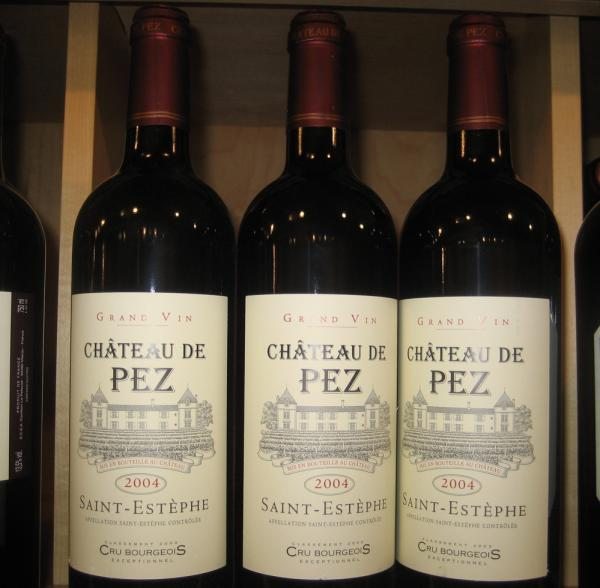
Château de Pez millesime 2004.

Deux vins sont produits à la propriété :
- Château de Pez. Ce vin est élevé pendant 12 mois en barriques de chêne français, dont 35 % de barriques neuves.
- 2nd Pez, le second vin. Ce vin est créé à partir du millésime 2019.